# V335 Волка
V335 Волка (лат. V335 Lupi), HD 131704 — одиночная переменная звезда в созвездии Волка на расстоянии приблизительно 2639 световых лет (около 809 парсеков) от Солнца. Видимая звёздная величина звезды — от +8,82m до +8,62m.

## Характеристики
V335 Волка — оранжево-красный гигант, пульсирующая медленная неправильная переменная звезда (LB) спектрального класса M1III:, или K2. Радиус — около 59,2 солнечных, светимость — около 701,825 солнечных. Эффективная температура — около 3861 K.